# Ferchensee
Lautersee je ledovcové jezero ve východní části pohoří Wettersteingebirge v zemském okrese Garmisch-Partenkirchen na jihu Německa. Leží v nadmořské výšce 1059 m v oblasti obce Mittenwald jižně od hory Hoher Kranzberg. Jeho rozloha je 10,8 ha a maximální hloubka 19,2 m. Jezero je 590 m dlouhé a 200 m široké.

## Vodní režim
Jeho přítoky jsou malé horské potoky, z nichž jediný pojmenovaný je Trommelschlägergraben na jihozápadě. Z jezera odtéká na severozápad Ferchenbach, který ústí do Partnachu v povodí Isaru. Voda je čistá a v létě dosahuje teploty 20 °C.

## Osídlení
Jezero se nachází v katastru obce Mittenwald. Na břehu se nachází hostinec Gasthaus Ferchensee.

## Využití
U jezera funguje půjčovna loděk.

## Přístup
Jezero je přístupné autobusovou linkou z Mittenwaldu nebo pěšky údolím Laintal kolem jezera Lautersee, které se nachází 1500 m východně. Ve vzdálenosti 3 km severozápadně stojí zámek Elmau.